# Hauwwier
Hauwwier (Halidrys siliquosa) is een bruine algensoort uit de familie Sargassaceae en de orde Fucales. De wetenschappelijke naam van de soort werd in 1753 gepubliceerd door Carl Linnaeus als Fucus siliqosus in Species plantarum.

## Kenmerken
Hauwtjes, waarnaar deze bruinwier is vernoemd, zijn de peulvormige drijfblazen waarmee de plant zich onder water overeind houdt. De plant wordt 30 tot 120 cm hoog en is olijfgroen tot bruin van kleur. De thallus (plantvorm) bestaat uit een grote, schijfvormige hechtschijf en een hoofdsteel waar de zijtakken afwisselend links en rechts uitlopen. Aan deze zijtakken bevinden naast de drijfblazen ook de voortplantingsorganen, die in houders zitten die op de drijfblazen lijken. Het verschil is dat de drijfblazen tussenschotten heeft terwijl die ontbreken in de voortplantingsorganen. 

## Verspreiding en leefgebied
Het verspreidingsgebied van hauwwier loopt van West-Europa inclusief de Britse Eilanden tot Portugal, maar komt in Nederland zeer zeldzaam voor. Wel spoelen regelmatig delen van hauwwier aan op de Nederlandse kust. De plant groeit op harde ondergronden, zoals rotsen en stenen. Vormt af en toe uitgestrekte bossen in het ondiepe subgetijdengebied tot ongeveer 10 meter, meestal in situaties met blootstelling aan stroming.